# 椎名へきる
椎名 へきる（しいな へきる、1974年3月12日 - ）は、日本の女性声優、歌手。
東京都東久留米市出身、ボイスキット所属。

## 来歴
小学3年生の時に図書館で野沢雅子たちが掲載されていた書籍を読み、初めて職業としての声優を知った。
中学2年生の頃に、安彦良和を監督を務めたアニメ映画『アリオン』を見て、「スピルバーグ監督の作品を見たかのような感動」、「アニメでもこんなに感動を与えられるんだ！」と感銘を受けて、アニメ、声優の仕事に興味を持つようになった。その頃から憧れ続け、中学時代の卒業文集にも「4 - 5年後に声優になります」と書いていた。
声優になれなかったパターンも考えて、元々演劇や芝居が好きであり、「何かしら演じることへ携わりたい」という強い気持ちがあったため、「劇団へ入りたい」と思っていたという。
1991年
- 高校卒業したら専門学校に行こうと思っていたが、待ちきれなくなり、偶々雑誌に掲載されていた日本ナレーション演技研究所[2]の無料新人育成オーディションに応募[1]。同演技研究所主催の第6期特待生オーディションに合格。高校時代は本業の勉強をしながら、声優になるための勉強を始めた[1]。同年、同研究所在籍者の女性4名で結成したアイドルグループ、クリスタル・A[メンバー 1]（CRYSTAL・A）でデビュー。

1992年
- 角川書店・ソニーレコード（現ソニー・ミュージックレコーズ）主催の『精霊使い』のヒロインオーディションに合格したことをきっかけに「クリスタル・A」を脱退。アイドル活動と平行してドラマCD『花のあすか組！』のひばり役で声優としての活動も開始する。

1993年
- アーツビジョンに正式所属。正式所属・声優としての出演デビュー作品はOVA『アイドル防衛隊ハミングバード』の取石水無役[5]。

1997年
- 4月5日、プロ野球パ・リーグ公式戦開幕試合「日本ハムファイターズ対千葉ロッテマリーンズ」（於東京ドーム）の始球式に登板[注 1]。以後2000年シーズン終了まで球団マスコット「ファイティー君」の声を担当。
- 2月17日、1998年2月2日、1999年2月8日、2000年3月27日発売分の合計4度にわたり『オリコン・ウィーク The Ichiban』の表紙を飾る[9]。

2002年
- 6月、初の実写出演映画『月のあかり』が公開。

2008年
- 11月、「歌謡シアター『ラムネ』」で商業演劇に初出演。

2014年
- 11月8日、一般人男性と結婚式を挙げたことを、所属事務所が公式サイトで発表[10]。

2021年
- 2月1日、28年間所属していたアーツビジョンを退所することを発表した[11]。以後はボイスキットに所属する。
- 10月29日、Vtuber碧流としてVTuberデビュー[12]。

## 人物
芸名の「へきる」は「碧い流れ」から「碧流」のかな表記で、自ら命名したものである。中国語圏においては「椎名碧流」と表記される。
自分のなかで好きなところは昆虫のような目であった。サイズでいうとBカップくらいで結構目の表情はあるため、目が好きだという。ものの感じ方が、他の人物と少し違い、学生時代に幼馴染、友人に「宇宙外生物へきる」というニックネームが付けられた。普通なら「地球外生物」となるところだが、他の人物と感性が違いすぎで、地球外というレベルではないため、「宇宙外」と名付けられたという。
公式ファンクラブは「4179*LOVE」（読みは「しいなくらぶ」）。同じく声優である間島淳司は過去に同ファンクラブの会員であったことを公表している。
趣味は散歩・野鳥観察・トレッキングなど。怪談など怖い話が大嫌い。
ゆかなによると、椎名はゆかなと手塚ちはるとは長い友人付き合いであると語っていた。
『地獄少女 三鼎』で共演した佐藤聡美とは公私ともに仲が良い。
自身の好みのハードロック・ヘヴィメタルバンドなどを語る雑誌連載コラムやラジオのコーナーを持つほどの大のハードロック・メタル音楽好き。
好きなアーティストはホワイトスネイク、BOWWOW、ドリーム・シアター、ヨーロッパ、M.S.G.、ランディ・ローズ、アンドリューWK、ディープ・パープルなど。
役柄としては明るく活発な娘、元気な少女を演じている。
参加していた作品はどれも思い出深いという。
ツインビーPARADISEシリーズでは、長くウインビーのパイロットであるパステル役を演じたが、漢字の読み間違えによるNGが多かった。特に第1シリーズ第3話での「操縦桿」を「そうじゅうさお」と読み間違えたNGは、番組内で長くネタにされた。パステル役は自分が演じた中で、自然に出来たキャラであったんではないかといい、楽しませくれており、演じやすかったという。
『MINKY MOMO IN 旅だちの駅』では少女役を演じていたが、椎名は『魔法のプリンセス ミンキーモモ』のファンで「昔、見ていた『魔法のプリンセス ミンキーモモ』に自分が参加できるようになるなんて信じられない」と思った。役もたいへんにやりがいがあり、作品的にもすごい内容がよく、出来上がったビデオを見ていた時、涙が出てきて、「やれてよかった」と思える作品になったという。
1993年に葦プロダクションが制作された『ロックマンシリーズ』のアニメのロックマン役で初めて男の子役を演じていたが、元々男の子役に憧れて声の世界に入って来たため、すごく嬉しかったという。田中真弓が演じていた『アリオン』のセネカに感銘を受けたという。

## 音楽活動
1994年
- 8月21日 - 1stアルバム『Shiena』をリリース。Sony Artist Development枠での契約となり、ソニーレコード所属の歌手としてデビュー。

1995年
- 3月29日 - SHIBUYA Egg-manにて初の単独コンサートを開催。

1997年
- 2月22、23日 - 声優初となる日本武道館コンサートを開催[5]。
- 8月29日 - テレビ朝日系列の音楽番組『ミュージックステーション』に声優初の出演を果たす。
- 11月21日 - JFN系深夜番組『Deeper Street 』の企画の一環として、 LUNA SEAの真矢（水曜担当）とのデュエットで『漂流者』をリリース。

1998年
- 3月8日 - 広島厚生年金会館で開催したコンサートで通算100回公演を達成。

1999年
- 1月21日 - この日リリースした6thアルバム『Face to Face』が、自身初オリコンTOP10位内の初登場6位を記録。
- 4月17日 - 声優初となる国立代々木競技場第一体育館でのコンサートを開催。

2000年
- 12月31日 - 通算200回記念ライブとカウントダウンライブの2公演を幕張メッセで開催。

2002年
- 12月1日 - 日本武道館で行われた、「Act Against AIDS LIVE 2002 THE VARIETY 10」にゲスト出演。

2006年
- 3月 - TM NETWORKの木根尚登とのユニット「ひだまり」を結成。
- 7月30日 - Zepp Tokyoで開催したコンサートで通算300回公演を達成。
- 12月23日 - 声優初となるさいたまスーパーアリーナでのイベントを開催[注 2]。

2009年
- 6月15日 - ランティスへの移籍を発表[19]。

2011年
- 3月29日 - 同月11日に発生した東北地方太平洋沖地震の影響により、4月17日にZepp Tokyoで行われる予定だった公演、および5月5日に仙台darwinで行われる予定だった公演をそれぞれ8月に延期することを発表。自身のコンサート活動に於いて、初の開催延期措置が取られた。

2012年
- 10月7日 - みちのくアニソンフェス2012〜Eastern Gale（仙台サンプラザホール）出演
- 12月14日 - 自身のブログで突発性難聴再発のため、2013年1月からスタートするライブツアーの延期を発表した[20][21]。

2014年
- 3月12日 自身初のニコ生単独冠番組「声優アイドル「椎名へきる」が降臨！！祝！歌手デビュー20周年＆誕生日スペシャル」にて、ワーナーミュージック・ジャパンへの移籍を発表[22]。

2021年
- 上述のVTuber碧流としてデビューしたのを受けてキングレコード（KING AMUSEMENT CREATIVE）に移籍。

2022年
- 4月8日 2年半ぶりの新曲かつ初のデジタルシングル「青空Highway」をリリース[23]

2024年
- 5月8日 デビュー30周年を記念し、初のセルフカバーアルバム『HARMONY STAR』をリリース[24]

### 主な公演
- 日本武道館 - 2002年 - 2004年の1月1日に3年連続で開催
- 東京国際フォーラムでのカウントダウンライブ - 2006年 - 2011年の12月31日に6年連続で開催
- HEKIRU SHIINA BEST LIVE from 1994 to 2000 SUMMER EDITION - 2012年8月11日 - 9月23日、9会場9公演
- HEKIRU SHIINA LIVE TOUR 2013 〜Early Spring〜 - 2013年8月3日 - 11日（当初予定は同年1月5日 - 13日）、3会場3公演
- HEKIRU SHIINA LIVE TOUR 2013〜2014 - 2013年12月31日 - 2014年1月5日、3会場6公演
- HEKIRU SHIINA LIVE 2014 〜20th Anniversary〜 - 2014年12月29日・30日、2会場2公演
- 椎名へきるマンスリーアコースティックライブ〜毎月へきってやっちゃうぞ〜 - 2015年8月 - 、1日2公演、晴れたら空に豆まいて（東京・代官山）
2015年12月31日は「マンスリーライブスペシャル」として、2回目をカウントダウンライブ公演
2016年1月、2月は休止

## 出演
太字はメインキャラクター。

### テレビアニメ
1993年
- 3丁目のタマ うちのタマ知りませんか?（1993年 - 1994年、モモ） - 2シリーズ
- ミラクル☆ガールズ（少女B）

1994年
- ツヨシしっかりしなさい（美少女）
- それいけ!アンパンマン（ジョディ）
- 覇王大系リューナイト（ジェス）
- D・N・A² 〜何処かで失くしたあいつのアイツ〜（ことみ）
- 魔法騎士レイアース（1994年 - 1995年、獅堂光）

1996年
- 少年サンタの大冒険!（ブリンキー）
- YAT安心!宇宙旅行（1996年 - 1998年、桂） - 2シリーズ

1998年
- 魔術士オーフェン（1998年 - 2000年、ドーチン） - 2シリーズ

1999年
- エデンズボゥイ（エリシス / シーダ）

2000年
- 無敵王トライゼノン（甲斐童夢、フラウディア・アドリス）

2002年
- 王ドロボウJING（フィノ・クォート）

2003年
- 探偵学園Q（栗田礼香）

2006年
- ケモノヅメ（上月由香）
- ときめきメモリアル Only Love（若竹遥）
- ウサハナ 夢見るバレリーナ（ハナ）

2008年
- 秘密 〜The Revelation〜（沖名潤）
- 地獄少女（2008年 - 2017年、山童） - 2シリーズ

2010年
- 生徒会役員共（2010年 - 2014年、轟ネネ） - 2シリーズ
- マルタの冒険（マルタ）

2011年
- UN-GO（佐々光子）

2012年
- あらしのよるに 〜ひみつのともだち〜（ピッピ）
- ガールズ&パンツァー（2012年 - 2013年、蝶野亜美）

2013年
- ダンガンロンパ 希望の学園と絶望の高校生 The Animation（セレスティア・ルーデンベルク）

2014年
- 金田一少年の事件簿R（深森蛍）
- 名探偵コナン（橘美月）

2017年
- ラブライブ!サンシャイン!!（善子の母）
- 妹さえいればいい。（鮫島メル）

2019年
- キャプテン翼（第4作）（2019年 - 2024年、藤沢美子） - 2シリーズ
- スター☆トゥインクルプリキュア（2019年 - 2020年、香久矢満佳）
- アフリカのサラリーマン（カッパ）

2021年
- はたらく細胞BLACK（マクロファージ）

2022年
- SHAMAN KING（ラザホー）
- トモダチゲーム（友一母）
- ポプテピピック TVアニメーション作品第二シリーズ（ピピ美〈第6話Aパート〉）

2023年
- AYAKA -あやか-（ミタマ）
- 幻日のヨハネ -SUNSHINE in the MIRROR-（ヨハネの母）
- BanG Dream! It's MyGO!!!!!（そよの母）
- とあるおっさんのVRMMO活動記（ゲームマスター）

2024年
- SHAMAN KING FLOWERS（ラザホー）
- 夜のクラゲは泳げない（保奈美店長）
- グレンダイザーU（コマンダー・マリーネ）

2025年
- 俺は星間国家の悪徳領主!（パウリーナ王妃）

### 劇場アニメ
- 3丁目のタマ おねがい!モモちゃんを捜して!!（1993年、モモ）
- ジャングル大帝（1997年、ルキオ[44]）
- 犬夜叉 時代を越える想い（2001年、瑠璃[45]）
- ガールズ&パンツァー 劇場版（2015年、蝶野亜美）
- 劇場版 生徒会役員共（2017年 - 2021年、轟ネネ[46][47]） - 2作品[一覧 7]
- タマ&フレンズ〜タマとふしぎな石像〜（2019年、モモ[48]）

### OVA
1993年
- アイドル防衛隊ハミングバード（取石水無）
- 超音戦士ボーグマン2 -新世紀2058-（サラ・クレッセ）
- がんばれロックマン 地震用心・火の用心（ロックマン）
- ロックマン 星に願いを（ロックマン）

1994年
- 湘南純愛組!（伊藤唯）
- プラスチックリトル（イリーズ・アルト・モーディッシュ）
- BOUNTY DOG/月面のイブ（イネス）
- 誕生 〜Debut〜（相田幸子）
- MINKY MOMO IN 旅だちの駅（スリの少女）

1995年
- D・N・A² 〜何処かで失くしたあいつのアイツ〜（高梨ことみ）
- 精霊使い（麻美）
- 真・女神転生 東京黙示録（渋澤京子）
- 不思議の国の美幸ちゃん（扉の女）
- 女神天国（ルルベル）
- 秘境探検ファム&イーリー（1995年 - 1996年、ファム）

1996年
- ソニック・ザ・ヘッジホッグ（テイルス）
- 特務戦隊シャインズマン（シーナ・ヘキルンルン姫）

1997年
- レイアース（獅堂光）

1998年
- ヨコハマ買い出し紀行（1998年 - 2003年、初瀬野アルファ） - 2シリーズ

2014年
- ガールズ&パンツァー「これが本当のアンツィオ戦です！」（蝶野亜美）

2017年
- ガールズ&パンツァー 最終章（2017年 - 2023年、蝶野亜美）

### ゲーム
1993年
- 電脳天使（エインデベル・デネボーラ・レグルス） - PC・PCE版
- 機装ルーガ（ファーレイ）
- 秘密の花園（都築伊万里）

1994年
- KO世紀ビースト三獣士 〜ガイア復活 完結編〜（テンシコ）
- ツインビー対戦ぱずるだま（パステル）
- がんばれゴエモン3 獅子重禄兵衛のからくり卍固め（ぱすてる）
- 新宿ラビリンス（ルウルウ）
- 初恋物語（城島理紗、エインデベル・デネボーラ・レグルス）
- スターストライダーズ（エルフィーナ・キランティ） - PC-98版

1995年
- ツインビーヤッホー! ふしぎの国で大あばれ!!（パステル）
- 風の伝説ザナドゥII（メルティナ）
- 魔法騎士レイアース（獅堂光） - 4作品
- ロックマン〜ザ・パワーバトル〜（ロックマン）
- ゲーム天国（モモコ）

1996年
- ソウルエッジ（ソン・ミナ） - アーケード版
- アドバンスド・ヴァリアブル・ジオ（増田千穂）
- ソードアンドソーサリー（ミミナガ） - セガサターン版
- エーベルージュ（ノイシュ・アマルフィ） - Windows版
- GO!GO!バーディチャンス（高木美由紀）
- ファーランドストーリーFX（アリーナ）
- ロックマン2〜ザ・パワーファイターズ〜（ロックマン）
- 続ぐっすんおよよ（ぐっすん、えみり）
- ラングリッサーIII（リファニー）
- アークザラッドII（サニア）

1997年
- OUT LIVE 〜Be Eliminate Yesterday〜（アリス＝ソマーズ）
- プリンセスメーカー ゆめみる妖精（ウズ）
- 悪魔城ドラキュラX 月下の夜想曲（マリア・ラーネッド〈ヤング時期〉、妖精、半妖精）
- クリティカルブロウ（一宮ちあき）
- ファーランドストーリー〜四つの封印〜（アリーナ）

1998年
- バトルトライスト（パステル）
- ツインビーRPG（パステル）
- アジト2（神谷さつき）
- 初恋物語（城島理紗）

2000年
- Sorcerous Stabber ORPHEN 魔術士オーフェン（ドーチン）

2003年
- バテン・カイトス 終わらない翼と失われた海（メイフィー）

2009年
- 地獄少女 澪縁（山童）

2010年
- uni.（喜多恵実）
- ダンガンロンパ 希望の学園と絶望の高校生（セレスティア・ルーデンベルク）
- 紅魔城伝説II 妖幻の鎮魂歌（西行寺幽々子）

2011年
- ドリームクラブZERO シリーズ（2011年 - 2013年、遙華） - 4作品
- アイドルをつくろう♪（梧桐らん）
- オトメディウス エクセレント!（パステル）

2012年
- ぎゃる☆がん（春野つぼみ） - PlayStation 3版
- きらめきスクールライフSP★the wonder years（天条寺可憐） - 『僕は友達が少ない ぽーたぶる』限定版付属のゲーム

2013年
- 幻獣姫（ファーブニル）
- ダンガンロンパ1・2 Reload（セレスティア・ルーデンベルク）

2014年
- アイドル魔法少女ちるちる☆みちる（タナトチュー）
- ウチの姫さまがいちばんカワイイ（朱雀姫 炎美珠）
- 筋トレ彼女（菜摘）
- リング☆ドリーム 女子プロレス大戦（チェルシー森近）

2015年
- ぎゃる☆がん だぶるぴーす（春野つぼみ）
- 封印勇者！マイン島と空の迷宮（アルスラ、タナトス）

2016年
- ガンダムブレイカー3（ミヤコ）
- Heaven×Inferno（ラファエル）

2017年
- ブラックローズサスペクツ（サラ）

2018年
- ぎゃる☆がん2（春野つぼみ）
- ゴシックは魔法乙女〜さっさと契約しなさい！〜（獅堂光）
- アズールレーン（2018年 - 2022年、メンフィス）

2019年
- スーパーロボット大戦T / 30（2019年 - 2021年、獅堂光） - 2作品
- ボンバーガール（パステル）
- ポケモンマスターズ（ヒナギク）
- ヴァルキリーアナトミア -ジ・オリジン-（獅堂光）

2020年
- キャプテン翼 RISE OF NEW CHAMPIONS（藤沢美子）

2021年
- 東方ダンマクカグラ（天弓千亦）

2023年
- グリム・ガーディアンズ デーモンパージ（春野つぼみ）
- CUSTOM MECH WARS -カスタムメックウォーズ-（カスタムボイス：お嬢様AI / アビー〈特殊AI〉）

2024年
- 百英雄伝（エレクトラ）
- カルドアンシェル（春野つぼみ）

### パチンコ・パチスロ
- パチスロ ツインビー（パステル）
- CR地獄少女（山童） - 劇中歌「願いの灯 祈りの音」の歌唱も担当

### ドラマCD
- 花のあすか組!1・2（1991年 - 1992年、ひばり） - 全2枚
- サンタのくれたおくりもの〜the Pathway for the Santa Claus〜（子供）
- きゃんきゃんバニーエクストラ SWATTYSPECIAL（スワティ）
- イメージアルバムリリカルかれんちゃん
- CAROL-K 〜Graduater〜（品川京呼）
- CDドラマ アニマガパラディ・パラダイス増刊号
- 精霊使い〜虚構の残像〜 1、2（1993年、千燁）
- 精霊使い mega D style（1994年、千燁）
- 電脳天使デジタルアンジュ（エインデベル・デネボーラ・レグルス）
- 蓬萊学園の初恋！（女の子）
- 女神天国ラジオ講座（ルルベル）
- デジタルストーリー 紺碧の艦隊（綾）
- ぽっぷるメイルパラダイス（コーム）
- ぽっぷるメイル The Next Generation（コーム）
- TARAKOぱっぱらパラダイス（コーム、メルティナ）
- 流星皇子TOMMY（1994年、ゆかりさん）
- FALCOM SPECIAL BOX '95 CDドラマ 風の伝説ザナドゥII（メルティナ）
- 風の伝説ザナドゥII ヒロイン達の誕生日（メルティナ）
- イノセント・サイズ（九鬼沙弥佳）
- ロックマン危機一髪（1995年、ロックマン）
- クォヴァディス（1996年、アリシア・ポートマン）
- BOOM TOWN  SONG SONG SONG（1996年、ゼラ）
- ヨコハマ買い出し紀行（1996年、初瀬野アルファ）
- ゼルマの詩集（1997年、ゼルマ）
- アニメ店長「ラミカード娘。」・「はじめてのアニメ店長」（雅宰いさみ）
- GIRLSブラボー（こよみ）
- アナトゥール星伝「金の砂漠王」（鈴木結奈）
- 目隠しの国（大塚かなで）
- ときめきメモリアル Only Love ExtraStory「ときめきの雪」（若竹遥）
- CDオムニバス ウルトラマン 主題歌大全集（「夢まで走ろう」ウルトラマンカンパニー主題歌）
- P.S.すりーさん（どりきゃすさん）
- CDドラマ 獏-BAKU- 第三幕（フェルム）
- CDドラマ uni. 「初音島学生風紀連盟・星空綺麗々奮闘記」（喜多恵実）
- 艶漢（2011年、幼少期の山田光路郎、猫女 他）
- めぐる季節のなかで 春冬編（2015年、如月あやめ）
- ガールズ&パンツァー ドラマCD4 月刊戦車道CD（蝶野亜美）
- ガールズ&パンツァー ファンディスクCD ディープパンツァーCDです！（蝶野亜美）

### 吹き替え

#### 洋画
- ハッピーウェディング 幸せの法則（デニース・マスターソン〈カーラ・アマンダ・スミス〉[68]）
- ベッカムに恋して（ジェス）
- 霊幻道士（サウ）
- マンディ・レイン/血まみれ金髪女子高生（マーリーン）

#### 海外ドラマ
- アルフ（ティファニー）[注 5]
- NCIS 〜ネイビー犯罪捜査班（サマンサ）
- ER XV 緊急救命室（メレディス）[注 6]
- ブルーブラッド 〜NYPD家族の絆〜（ローラ）[注 7]

### ナレーション
- ビデオ「It's say you!!シリーズ」
- DVD「鉄道廃線浪漫〜風の声、時の音〜」
- 月曜プレミア!（2011年2月28日および6月6日放送分）

### ラジオ
※はインターネット配信。
- ハミングバード情報局（『ノン子とのび太のアニメスクランブル』内コーナー番組 放送日不詳、文化放送）
- ツインビーPARADISE（1993年 - 1994年、文化放送）※不定期出演
- ツインビーPARADISE2→ツインビーPARADISE3（1994年 - 1995年→1996年 - 1997年、文化放送）※不定期出演
- へきらーず☆radio（1995年、ラジオ大阪）
  - 特務戦隊シャインズマン（シーナ・ヘキルンルン姫）
  - 生放送（1995年）
- SOMETHING DREAMS マルチメディアカウントダウン（1995年 - 1998年、文化放送制作ラジオ関西他）
- HOLY Shine In Naked（1995年 - 1997年、NACK5他〈NACK5以外でのタイトルは「Shine in Naked」〉）
  - CAROL-K（品川京呼）
  - ヨコハマ買い出し紀行（初瀬野アルファ）
- 椎名へきるのすっぴんすまいる。（1995年 - 1998年、TBSラジオ他）
- G1グルーパー（1997年、JFN制作TOKYO FM他）
  - スタジオ・ライブ（1997年）
- 角川電波マガジン「椎名へきるのミラクルブラウザ」（1997年 - 1998年、JFN制作TOKYO FM他）
- 椎名へきるのDEEPER STREET（1997年 - 1998年、JFN制作TOKYO FM他）
- KADOKAWA電波マガジン 「ザ★ヘキリジョン」（1998年 - 1999年、JFN制作TOKYO FM他）
- ラジオ黄金時代「椎名へきるの恋愛パルス」（1999年 - 2000年、JFN制作TOKYO FM他）
- オレたちやってま〜す（1999年 - 2002年、MBSラジオ）
- RADIO BBS（2000年、TOKYO FM）
- PRECIOUS GARDEN（2000年 - 2006年、JFN制作TOKYO FM他）
- 椎名へきる みたいラジオ（2006年 - 2020年、TOKYO FM）
- FACE TWO FACE（2006年 - 2011年、インターネットラジオ※・JFN制作）
- へきる、淳司 NATURE（2007年 - 2011年、FM-FUJI制作東海ラジオ他）
- アニメ『生徒会役員共*』が全部わかるラジオ Super Positive Nippon 略して全ラ！すっぽんぽん!!（2014年、アニメイトTV※）
- 椎名へきるのへきるパークへようこそ!（2020年 - 2024年、AuDee※）

#### ラジオCD
- ラジオ Dream C Club Vol.5、6

### 映画
- 月のあかり（2002年）主演・女

### 舞台
ミュージカル
- 歌謡シアター「ラムネ」〜夢の途中編〜（2008年11月16日 - 24日、あうるすぽっと）里子 役
- 少女☆歌劇 レヴュースタァライト -The LIVE- #1（2017年9月22日 - 24日、AiiA2.5シアターTokyo）走駝紗羽 役
  - #1 revival（2018年1月6 - 8日、AiiA2.5シアターTokyo）
  - #2 Transition（2018年10月13日 - 21日、天王洲 銀河劇場）
  - #2 revival（2019年7月12日 - 15日、舞浜アンフィシアター）
  - -The LIVE ONLINE-（2020年7月12日、オンライン配信）
  - -The LIVE 青嵐- BLUE GLITTER（2020年12月18日 - 27日、天王洲銀河劇場）
  - #3 Growth（2021年7月27日 - 8月1日、品川プリンスホテル ステラボール）
  - #4 Climax（2023年2月25日 - 28日、東京建物 Brillia HALL）

演劇
- 劇団岸野組「万お仕事承ります お仕事の参〜若さのヒケツお捜しします〜」（2013年5月18日 - 23日、六本木俳優座劇場）お夏 役など
- 劇団岸野組「伝六捕物帖 KOI / KATAKI」（2015年10月22日、下北沢本多劇場） - 日替わりゲスト
- 劇団ヘロヘロQカムパニー「無限の住人」（2016年2月11日 - 17日、全労済ホール スペース・ゼロ）友情出演・葉矢 役
- 劇団岸野組「世にもおかしな物語」（2021年5月12日 - 16日、下北沢・本多劇場）姐さん役

朗読劇
- 江戸川乱歩の世界 朗読劇・幻燈の獏（2022年8月13日・14日）
- 江戸川乱歩 朗読劇 幻調乱歩3・東京ニュートロン曠野（2024年9月7日）
- 「名前を呼んで、もう一度」（2024年11月19日 - 24日、サンシャイン劇場）
- 江戸川乱歩 朗読劇 幻調乱歩大系（2025年3月6日 - 9日、草月ホール）
- 幻調乱歩4 夜明けに怯える怪機城（2025年9月1日〈予定〉、イイノホール）
- VISIONARY READING「三島由紀夫レター教室」（2025年10月11日〈予定〉、紀伊國屋ホール）氷ママ子 役

### CM
- TVCM「新潟ビジネス専門学校」（本人出演）
- TVCM「生活創庫」（本人出演）
- TVCM「ファイナルファンタジーXI」（本人出演）
- ラジオCM「日本ナレーション演技研究所」
- TVCM「しいの食品 酒盗」（ナレーション）
- TVCM「すべての人類を破壊する。それらは再生できない。」（ナレーション）
- TVCM「スーパーロボット大戦T」（ナレーション）

### その他コンテンツ
- 日本ハムファイターズ球団マスコット「ファイティー君」（声の出演）（1997年 - 2000年）
- 日本ハムファイターズ開幕戦始球式（1997年）
- サンリオキャラクター「ウサハナ」（ハナ）
- SMEのテレフォンサービス（1994年 - 1995年頃）
- 姫路科学館プラネタリウム「せかいの星空のおはなし」（アトム）（2004年5月22日 - 2005年5月15日まで上映）
- コニカミノルタ・サンシャインシティスターライトドーム「満天」上映番組ナビゲーター（2007年3月 - 9月まで担当）
- 鹿児島市立科学館プラネタリウム番組「瑠璃色のメッセージ」（ルリ）（2007年4月21日 - 9月2日まで上映）
- 東京国立博物館特別展「国宝 土偶展」（館内音声ガイド）（2009年12月15日 - 2010年2月21日まで開催）
- 「大恐竜展 in 東京タワー -福井県立恐竜博物館コレクション-」（館内音声ガイド）（2011年3月19日- 6月12日まで開催）

## ディスコグラフィ

### シングル
8cmシングル規格でリリースされた1〜17のシングルが2004年9月29日に12cmマキシシングル盤で再発された。
| 枚   | 発売日         | タイトル                                   | 規格品番                   | 規格品番  | オリコン 最高位 |
| 枚   | 発売日         | タイトル                                   | DVD付き盤                  | 通常盤    | オリコン 最高位 |
| ---- | -------------- | ------------------------------------------ | -------------------------- | --------- | --------------- |
| 1st  | 1995年3月8日   | せつない笑顔                               |                            | SRDL-3977 | 59位            |
| 2nd  | 1995年9月1日   | ラッキーDAY                                | SRCL-5812                  | 38位      |                 |
| 3rd  | 1996年4月1日   | 目を覚ませ、男なら                         | SRCL-5813                  | 20位      |                 |
| 4th  | 1996年7月1日   | 空をあきらめない                           | SRCL-5814                  | 24位      |                 |
| 5th  | 1996年11月21日 | だめよ!だめよ!だめよ!!                     | SRCL-5815                  | 28位      |                 |
| 6th  | 1996年12月12日 | 色褪せない瞬間                             | SRCL-5816                  | 24位      |                 |
| 7th  | 1997年4月21日  | MOON LIGHT                                 | SRCL-5817                  | 38位      |                 |
| 8th  | 1997年7月21日  | 風が吹く丘                                 | SRCL-5818                  | 30位      |                 |
| 9th  | 1998年1月21日  | Graduater                                  | SRCL-5819                  | 20位      |                 |
| 10th | 1998年6月20日  | 抱きしめて                                 | SRCL-5820                  | 22位      |                 |
| 11th | 1998年11月26日 | この世で一番大切なもの                     | SRCL-5821                  | 15位      |                 |
| 12th | 1999年4月29日  | Everlasting Train -終わりなき旅人-         | SRCL-5822                  | 15位      |                 |
| 13th | 1999年8月4日   | -赤い華- You're gonna change to the flower | SRCL-5823                  | 14位      |                 |
| 14th | 2000年1月26日  | BESIDE YOU                                 | SRCL-4737                  | 29位      |                 |
| 15th | 2000年5月24日  | live to love -もう少し早く逢えたなら-      | SRCL-4834                  | 22位      |                 |
| 16th | 2000年7月19日  | 大切なページ                               | SRCL-5824                  | 34位      |                 |
| 17th | 2000年10月12日 | あなたも知らない恋の果てに                 | SRCL-5825                  | 24位      |                 |
| 18th | 2001年1月11日  | Love Graduation                            | SRCL-4979                  | 16位      |                 |
| 19th | 2001年6月6日   | 愛のカタチ                                 | SRCL-5087                  | 23位      |                 |
| 20th | 2001年8月22日  | Jungle Life                                | SRCL-5136                  | 20位      |                 |
| 21st | 2001年9月19日  | 嵐のち晴れ                                 | SRCL-5150                  | 16位      |                 |
| 22nd | 2001年10月24日 | 眠れる森                                   | SRCL-5151                  | 24位      |                 |
| 23rd | 2001年11月21日 | あしたは消えない                           | SRCL-5152                  | 32位      |                 |
| 24th | 2002年5月22日  | MOTTOスイーツ                              | SRCL-5345                  | 29位      |                 |
| 25th | 2002年8月21日  | LOVE TOMORROW                              | SRCL-5417                  | 21位      |                 |
| 26th | 2003年1月1日   | believe                                    | SRCL-5519                  | 38位      |                 |
| 27th | 2003年6月18日  | PROUD OF YOU                               | SRCL-5793                  | 21位      |                 |
| 28th | 2003年11月19日 | スタンバイ！                               | SRCL-5619                  | 23位      |                 |
| 29th | 2003年12月26日 | Color                                      | SRCL-5630                  | 20位      |                 |
| 30th | 2004年3月10日  | reverence                                  | SRCL-5654                  | 20位      |                 |
| 31st | 2004年8月18日  | memories                                   | SRCL-5779                  | SRCL-5780 | 25位            |
| 32nd | 2004年10月27日 | ラヴ★ジェット★コースター                   | SRCL-5835                  | SRCL-5836 | 31位            |
| 33rd | 2005年2月9日   | 旅立ちの唄                                 | SRCL-5868                  | SRCL-5869 | 36位            |
| 34th | 2005年6月8日   | 熱風                                       | SRCL-5915                  | SRCL-5916 | 36位            |
| 35th | 2006年5月31日  | Power Of Love                              |                            | SRCL-6274 | 45位            |
| 36th | 2007年1月24日  | Eternal Circle                             | SRCL-6471                  | SRCL-6472 | 51位            |
| 37th | 2010年1月27日  | Let Me Say YEAH!!!!                        |                            | LACM-4694 | 57位            |
| 38th | 2010年6月23日  | 明日になれば                               | LACM-4726                  |           | 47位            |
| 39th | 2010年7月21日  | 長い夢                                     | LACM-4731                  | 55位      |                 |
| 40th | 2011年4月27日  | Smash Up!!                                 |                            | LACM-4802 | 66位            |
| 41st | 2011年12月21日 | Wonderful Days                             | LACM-4891                  | 77位      |                 |
| 42nd | 2012年7月25日  | Miracle Blue                               | LACM-4962                  | 76位      |                 |
| 43rd | 2012年12月26日 | セ・ツ・ナ                                 | LACM-14043                 | 56位      |                 |
| 44th | 2014年12月29日 | Hello Goodbye                              | WQCQ-606（チケット付きCD） | 199位     |                 |
| 44th | 2014年12月29日 | Hello Goodbye                              | WQCQ-607                   | 199位     |                 |
| ※    | 2019年8月10日  | STARTING LEGEND 25th Anniversary           | ？                         |           |                 |

### コラボシングル
| 枚  | 発売日         | タイトル | 歌                   | 楽曲       | 規格品番  |
| --- | -------------- | -------- | -------------------- | ---------- | --------- |
| 1st | 1997年11月21日 | 漂流者   | 真矢 with 椎名へきる | 「漂流者」 | SRDL-4439 |
| 1st | 1997年11月21日 | 漂流者   | 椎名へきる           | 「246」    | SRDL-4439 |

### 配信シングル
|   | 発売日       | タイトル    | 備考           |
| - | ------------ | ----------- | -------------- |
| 1 | 2022年4月8日 | 青空Highway | キングレコード |

### アルバム

#### オリジナルアルバム
| 枚   | 発売日         | タイトル         | 規格品番    | 規格品番  | 最高位 |
| 枚   | 発売日         | タイトル         | 初回限定盤  | 通常盤    | 最高位 |
| ---- | -------------- | ---------------- | ----------- | --------- | ------ |
| 1st  | 1994年8月21日  | Shiena           |             | SRCL-2939 | 83位   |
| 2nd  | 1995年4月1日   | Respiration      | SRCL-3196   | 28位      |        |
| 3rd  | 1995年10月1日  | No Make Girl     | SRCL-3338   | 22位      |        |
| 4th  | 1996年12月12日 | with a will      | SRCL-3738   | 12位      |        |
| 5th  | 1998年2月1日   | Baby blue eyes   | SRCL-4179   | 13位      |        |
| 6th  | 1999年1月21日  | Face to Face     | SRCL-4452   | 6位       |        |
| 7th  | 2000年3月8日   | RIGHT BESIDE YOU | SRCL-4784   | 19位      |        |
| 8th  | 2001年2月7日   | PRECIOUS GARDEN  | SRCL-4987   | 11位      |        |
| 9th  | 2002年3月13日  | Sadistic Pink    | SRCL-5153   | SRCL-5297 | 19位   |
| 10th | 2003年3月12日  | 10 Carat         | SRCL-5540/1 | SRCL-5542 | 21位   |
| 11th | 2004年4月7日   | Wings of Time    |             | SRCL-5710 | 29位   |
| 12th | 2005年6月22日  | Clear Sky        | SRCL-5923/4 | SRCL-5925 | 27位   |
| 13th | 2007年2月21日  | Rockin' for Love | SRCL-6487/8 | SRCL-6489 | 50位   |
| 14th | 2009年8月12日  | Rock Rose        |             | LACA-5947 | 36位   |
| 15th | 2010年12月22日 | for you          | LACA-15067  | 91位      |        |
| 16th | 2013年5月22日  | Ermitage         | LACA-15298  | 55位      |        |

#### ベストアルバム
| 枚  | 発売日         | タイトル                                                 | 規格品番    | 規格品番    | 最高位 |
| 枚  | 発売日         | タイトル                                                 | 初回限定盤  | 通常盤      | 最高位 |
| --- | -------------- | -------------------------------------------------------- | ----------- | ----------- | ------ |
| 1st | 2000年3月8日   | b-side you 〜B-SIDE COLLECTION〜                         |             | SRCL-4785   | 24位   |
| 2nd | 2008年3月12日  | Best! 〜Single Collection〜                              | SRCL-6771/3 | SRCL-6774/5 | 41位   |
| 3rd | 2011年4月6日   | GOLDEN☆BEST 椎名へきる 〜On Animation&Game Soundtracks〜 |             | MHCL-1868   | 122位  |
| 4th | 2012年12月26日 | HEKIRU SHIINA single,coupling & backing tracks 1995-2000 | MHCL-2190/2 | 216位       |        |

#### セルフカバーアルバム
| 枚  | 発売日       | タイトル     | 規格品番   | 規格品番  | 最高位 |
| 枚  | 発売日       | タイトル     | 初回限定盤 | 通常盤    | 最高位 |
| --- | ------------ | ------------ | ---------- | --------- | ------ |
| 1st | 2024年5月8日 | HARMONY STAR |            | KICS-4146 | 18位   |

### ビデオCD
| 枚  | 発売日         | タイトル             | 規格品番 |
| --- | -------------- | -------------------- | -------- |
| 1st | 1995年11月22日 | Hequil I on VIDEO CD | SRIM-108 |

### 映像作品

#### PV集
| 枚 | 発売日         | タイトル   | 規格品番  | 規格品番  | 規格品番  | オリコン 最高位 |
| 枚 | 発売日         | タイトル   | LD        | VHS       | DVD       | オリコン 最高位 |
| -- | -------------- | ---------- | --------- | --------- | --------- | --------------- |
| 1  | 1995年5月1日   | Hequil I   | SRLM-454  | SRVM-454  |           | 位              |
| 2  | 1997年3月21日  | Hequil II  | SRLM-5551 | SRVM-5551 | 位        |                 |
| 3  | 1999年7月23日  | Hequil III | SRLM-5662 | SRVM-5662 | SRBL-1023 | 位              |
| 4  | 2000年9月20日  | Hequil IV  |           | SRVM-5701 | SRBL-1085 | 位              |
| 5  | 2002年10月23日 | Hequil V   |           |           | SRBL-1154 | 位              |
| 6  | 2004年12月1日  | Hequil VI  | SRBL-1226 | 位        |           |                 |

#### ライブ映像
| 枚 | 発売日         | タイトル                                                             | 規格品番  | 規格品番  | 規格品番             | オリコン 最高位 |
| 枚 | 発売日         | タイトル                                                             | LD        | VHS       | DVD                  | オリコン 最高位 |
| -- | -------------- | -------------------------------------------------------------------- | --------- | --------- | -------------------- | --------------- |
| 1  | 1995年10月21日 | STARTING LEGEND"DASH"                                                | SRLM-474  | SRVM-474  |                      | 位              |
| 2  | 1997年1月22日  | STARTING LEGEND'96 SUMMER SPECIAL                                    | SRLM-5548 | SRVM-5548 | 位                   |                 |
| 3  | 1997年7月1日   | STARTING LEGEND'97 〜with a will〜                                   | SRLM-5574 | SRVM-5574 | 位                   |                 |
| 3  | 1998年3月21日  | LEGEND 1997                                                          | SRLM-5612 | SRVM-5612 | 位                   |                 |
| 3  | 1998年5月30日  | LEGEND 1997 DVD Version                                              |           |           | SRBL-1005            | 位              |
| 4  | 1999年2月20日  | LEGEND 1998 Side A                                                   | SRLM-5647 | SRVM-5647 |                      | 位              |
| 4  | 1999年3月20日  | LEGEND 1998 Side B                                                   | SRLM-5650 | SRVM-5650 | 位                   |                 |
| 4  | 1999年4月1日   | LEGEND 1998 Side A 〜 Special Edition for DVD                        |           |           | SRBL-1013            | 位              |
| 4  | 1999年4月1日   | LEGEND 1998 Side B 〜 Special Edition for DVD                        | SRBL-1014 | 位        |                      |                 |
| 5  | 1999年11月20日 | STARTING LEGEND 1999 Face to Face “Version 417”                      | SRLM-5671 | SRVM-5671 | SRBL-1030            | 位              |
| 6  | 2000年12月20日 | HEKIRU SHIINA MILLENNIUM EDITION 1995-2000                           |           |           | SRBL-1111～SRBL-1116 | 位              |
| 7  | 2002年2月14日  | STARTING LEGEND 2001 〜PRECIOUS GARDEN〜                             |           | SRVL-5735 | SRBL-1137            | 位              |
| 8  | 2003年6月18日  | Hekiru Shiina Tour '02-'03 〜believe〜 2003.1.1@日本武道館           |           |           | SRBL-1189            | 位              |
| 9  | 2004年6月30日  | Hekiru Shiina 10th Anniversary Tour version BEST 2004.1.1@日本武道館 | SRBL-1221 | 位        |                      |                 |

### タイアップ曲
| 楽曲                                       | タイアップ                                                        | 時期   |
| ------------------------------------------ | ----------------------------------------------------------------- | ------ |
| ECHO OF FABRICATION                        | ドラマCD『精霊使い〜虚構の残像〜』イメージテーマ曲                | 1993年 |
| 天使は東からやってくる                     | 新潟ビジネス専門学校 CMソング                                     | 1994年 |
| 涙                                         | OVA『精霊使い』挿入歌                                             | 1995年 |
| だめよ!だめよ!だめよ!!                     | テレビアニメ『YAT安心!宇宙旅行』第1期前期エンディングテーマ       | 1996年 |
| 星空のシャワー                             | PlayStation用ゲーム『PAL 神犬伝説』主題歌                         | 1997年 |
| MOON LIGHT                                 | テレビアニメ『YAT安心!宇宙旅行』第1期後期エンディングテーマ       | 1997年 |
| 風が吹く丘                                 | テレビ朝日系『目撃!ドキュン』エンディングテーマ                   | 1997年 |
| 純                                         | テレビアニメ『YAT安心!宇宙旅行』第2期エンディングテーマ           | 1998年 |
| この世で一番大切なもの                     | 日本テレビ系『スポーツうるぐす』エンディングテーマ                | 1998年 |
| ガンバレ                                   | 学研「マイコーチ」CMソング                                        | 1999年 |
| Everlasting Train -終わりなき旅人-         | テレビアニメ『ヱデンズボゥイ』前期オープニングテーマ              | 1999年 |
| -赤い華- You're gonna change to the flower | テレビアニメ『ヱデンズボゥイ』後期オープニングテーマ              | 1999年 |
| Love Graduation                            | TBS系『ランク王国』オープニングテーマ                             | 2001年 |
| 眠れる森                                   | テレビ朝日系『目撃!ドキュン』エンディングテーマ                   | 2001年 |
| Future Star                                | TBS系『どうぶつ奇想天外!』エンディングテーマ                      | 2002年 |
| Love Your Name                             | 映画『月のあかり』イメージソング                                  | 2002年 |
| believe                                    | TBS系『ランク王国』オープニングテーマ                             | 2003年 |
| PROUD OF YOU                               | PlayStation 2用ゲーム『R-TYPE FINAL』主題歌・CMソング             | 2003年 |
| ラブリ♡タイム                              | ラジオ番組『へきる、淳司 NATURE』オープニング・エンディングテーマ | 2007年 |
| Unknown colors                             | ラジオ番組『へきる、淳司 NATURE』オープニング・エンディングテーマ | 2009年 |
| Smash Up!!                                 | テレビアニメ『カードファイト!! ヴァンガード』エンディングテーマ   | 2011年 |
| Run & Run                                  | テレビ西日本『博多ステイハングリー』オープニングテーマ            | 2014年 |

### 参加作品
| 発売日         | 商品名                                                  | 歌         | 楽曲 | 備考                                               |
| -------------- | ------------------------------------------------------- | ---------- | --- | -------------------------------------------------- |
| 1993年3月21日  | 精霊使い〜虚構の残像〜 ミュージックトラック             | 椎名へきる | 「ECHO OF FABRICATION」                                                                                 | ドラマCD『精霊使い〜虚構の残像〜』イメージテーマ曲 |
| 1994年12月12日 | 精霊使い オリジナル・サウンドトラック                   | 椎名へきる | 「涙」                                                                                                  | OVA『精霊使い』挿入歌                              |
| 1995年12月     | ウルトラまいどCD                                        | 椎名へきる | 「夢まで走ろう」                                                                                        | アニメ映画『ウルトラマンカンパニー』主題歌         |
| 1997年4月9日   | 悪魔城ドラキュラX 月下の夜想曲 ORIGINAL GAME SOUNDTRACK | 椎名へきる | 「夜曲」                                                                                                | ゲーム『悪魔城ドラキュラX 月下の夜想曲』挿入歌     |
| 2016年12月21日 | keeno song collection -feat. female singer-             | 椎名へきる | 「crack feat.椎名へきる」 「glow feat.椎名へきる」 「drop feat.椎名へきる」 「longing feat.椎名へきる」 |                                                    |

### ユニット（CD）
※キャラクターソング以外
|     | 発売日         | タイトル （規格品番）                            | 収録曲                                                  | 歌            |
| --- | -------------- | ------------------------------------------------ | ------------------------------------------------------- | ------------- |
| 1st | 1991年10月23日 | DREAMER （MEDH-10002）                           | 「DREAMER」                                             | クリスタル・A |
| ※   | 1991年10月23日 | COMICS IMAGE ALBUM 花のあすか組！ （MECH-30015） | 「RAIN SONG」 「TAKING VOYAGE」                         | クリスタル・A |
| 1st | 2006年4月26日  | Size up （SRCL-6252）                            | 「Size up」 「嵐のち晴れ〜そして…ひだまり。〜 version」 | ひだまり      |
| 2nd | 2011年12月21日 | よーいどん♪ （CORS-1123）                        | 「よーいどん♪」 「夢乙女」 「タカラモノ」               | ひだまり      |

### キャラクターソング
| 発売日   | 商品名                                                                                     | 歌                                                     | 楽曲 | 備考                                                                        |
| 1993年   | 1993年                                                                                     | 1993年                                                 | 1993年 | 1993年                                                                      |
| -------- | ------------------------------------------------------------------------------------------ | ------------------------------------------------------ | --- | --------------------------------------------------------------------------- |
| 3月10日  | Love Wing/せつない想い                                                                     | ハミングバード                                         | 「せつない想い」 | OVA『アイドル防衛隊ハミングバード』挿入歌                                   |
| 7月14日  | FIRST FLIGHT                                                                               | ハミングバード                                         | 「やっぱり大好き」 | OVA『アイドル防衛隊ハミングバード』挿入歌                                   |
| 7月14日  | FIRST FLIGHT                                                                               | ハミングバード                                         | 「ふられたなんて思っていないから」 | OVA『アイドル防衛隊ハミングバード』エンディングテーマ                       |
| 7月14日  | FIRST FLIGHT                                                                               | ハミングバード                                         | 「明け方の夢」 | OVA『アイドル防衛隊ハミングバード』関連曲                                   |
| 8月1日   | 3丁目のタマ おねがい！モモちゃんを捜して！！                                               | モモ（椎名へきる）                                     | 「ひとりぼっちの夜に」 |                                                                             |
| 8月18日  | 太陽と裸                                                                                   | ハミングバード                                         | 「せつない想い-S公会堂は満員御礼」 「明け方の夢-N青年館は満員御礼」                                                                     | OVA『アイドル防衛隊ハミングバード』関連曲                                   |
| 1995年   |                                                                                            |                                                        | |                                                                             |
| 3月25日  | モコナの絵かきうた                                                                         | 伝説の魔法騎士、モコナ（白鳥由里）                     | 「モコナの絵かきうた」 | テレビアニメ『魔法騎士レイアース』イメージソング                            |
| 7月15日  | 少女よ、大志を抱け！                                                                       | 伝説の魔法騎士                                         | 「少女よ、大志を抱け！」 | テレビアニメ『魔法騎士レイアース』イメージソング                            |
| 7月26日  | モコナ音頭でぷぷぷのぷ                                                                     | 伝説の魔法騎士、モコナ（白鳥由里）                     | 「モコナ音頭でぷぷぷのぷ」 「モコナ音頭でぷぷぷのぷ・盆おどり」                                                                         | テレビアニメ『魔法騎士レイアース』イメージソング                            |
| 9月20日  | 魔法騎士レイアース ORIGINAL SONG BOOK                                                      | 獅堂光（椎名へきる）                                   | 「明日への勇気」 「光の翼」 | テレビアニメ『魔法騎士レイアース』関連曲                                    |
| 12月1日  | 聖夜の天使たち                                                                             | 伝説の魔法騎士                                         | 「聖夜の天使たち」 | テレビアニメ『魔法騎士レイアース』イメージソング                            |
| 1996年   |                                                                                            |                                                        | |                                                                             |
| 1月1日   | 魔法騎士レイアース ORIGINAL SONG BOOK 2                                                    | 獅堂光（椎名へきる）                                   | 「太陽より熱い気持ち」 | テレビアニメ『魔法騎士レイアース』関連曲                                    |
| 1997年   |                                                                                            |                                                        | |                                                                             |
| 11月24日 | With Rayearth                                                                              | 獅堂光（椎名へきる）                                   | 「抱きしめちゃう！」 | OVA『レイアース』関連曲                                                     |
| 12月17日 | 魔法騎士レイアース EXTRA 獅堂光スペシャル                                                  | 獅堂光（椎名へきる）                                   | 「明日への勇気 Extra Remix」 「光の翼 Extra Remix」 「太陽より熱い気持ち Extra Remix」                                                  | テレビアニメ『魔法騎士レイアース』関連曲                                    |
| 12月17日 | 魔法騎士レイアース EXTRA モコナスペシャル                                                  | 伝説の魔法騎士、モコナ（白鳥由里）                     | 「モコナの絵かきうた Extra Remix」 「モコナ音頭でぷぷぷのぷ・盆おどり Extra Remix」                                                     | テレビアニメ『魔法騎士レイアース』関連曲                                    |
| 2001年   |                                                                                            |                                                        | |                                                                             |
| 3月16日  | terra                                                                                      | 甲斐童夢（椎名へきる）                                 | 「warning」 「carry on」 「fragment blue」 「hide away」 「lonesome road」 「second wind」 「close my eyes」 「my soul」 「last image」 | テレビアニメ『無敵王トライゼノン』関連曲                                    |
| 2002年   |                                                                                            |                                                        | |                                                                             |
| 10月23日 | ヨコハマ買い出し紀行 ベスト・サウンドトラックス                                            | 初瀬野アルファ（椎名へきる）                           | 「遠い町」 「風が吹いていた」 | OVA『ヨコハマ買い出し紀行』挿入歌                                           |
| 10月23日 | ヨコハマ買い出し紀行 ベスト・サウンドトラックス                                            | 初瀬野アルファ（椎名へきる）                           | 「いつか会えたら」 「いつか会えたら（Non-Rem Mix）」                                                                                    | OVA『ヨコハマ買い出し紀行』関連曲                                           |
| 10月23日 | ヨコハマ買い出し紀行 ベスト・サウンドトラックス                                            | 初瀬野アルファ（椎名へきる）、鷹津ココネ（中川亜紀子） | 「月にハミング」 | OVA『ヨコハマ買い出し紀行』関連曲                                           |
| 2003年   |                                                                                            |                                                        | |                                                                             |
| 1月22日  | ヨコハマ買い出し紀行－Quiet Country Cafe－ オリジナルサウンドトラック                      | 初瀬野アルファ（椎名へきる）                           | 「ふわふら」 | OVA『ヨコハマ買い出し紀行－Quiet Country Cafe－』エンディングテーマ         |
| 2011年   |                                                                                            |                                                        | |                                                                             |
| 8月10日  | PURE SONGS ZERO@DREAM C CLUB                                                               | 遙華（椎名へきる）                                     | 「JEWEL」 「Happy & Pride」 | ゲーム『ドリームクラブZERO』関連曲                                          |
| 8月10日  | PURE SONGS ZERO@DREAM C CLUB                                                               | DREAM C CLUB ZERO All HostGirls                        | 「Pure色100萬$☆」 | ゲーム『ドリームクラブZERO』関連曲                                          |
| 2013年   |                                                                                            |                                                        | |                                                                             |
| 12月20日 | ダンガンロンパ 希望の学園と絶望の高校生 The Animation Blu-ray&DVD＜第5巻＞初回限定版特典CD | セレスティア・ルーデンベルク（椎名へきる）             | 「嘘つき女王〜la reine du menteur!!〜」 「ゴシック・マスカレイド」                                                                      | テレビアニメ『ダンガンロンパ 希望の学園と絶望の高校生 The Animation』関連曲 |
| 2018年   |                                                                                            |                                                        | |                                                                             |
| 2月3日   | 弾丸主義                                                                                   | セレスティア・ルーデンベルク（椎名へきる）             | 「Essai de menteur」 | ゲーム『ダンガンロンパ 希望の学園と絶望の高校生』関連曲                     |
| 2022年   |                                                                                            |                                                        | |                                                                             |
| 12月21日 | ポプテピピック ALL TIME BEST 3                                                             | ポプ子（飯塚雅弓）、ピピ美（椎名へきる）               | 「POPメモリーズとぅYOU♪」 | テレビアニメ『ポプテピピック TVアニメーション作品第二シリーズ』挿入歌       |

### その他参加楽曲
| 発売日         | 商品名                 | 歌                     | 楽曲             | 備考 |
| -------------- | ---------------------- | ---------------------- | ---------------- | ---- |
| 1991年11月27日 | テレビ人気こどものうた | 椎名へきる、手塚ちはる | 「すいみん不足」 |      |

### 未音源化楽曲
- パチンコ『CR地獄少女』挿入歌「願いの灯 祈りの音」- 山童（椎名へきる）
- パチンコ『CR地獄少女 弐』「紅い花闇に咲きて」- 山童（椎名へきる）

## 書籍

### 写真集
- plume*plume（1995年3月、角川書店）
- ツアー・パーフェクトブック『STARTING LEGEND』（1999年1月、TOKYO-FM出版）
- ムック『HEKIRU FILE』（2004年7月、音楽専科社）
- STARTING LEGEND2（2005年1月、TOKYO-FM出版）
- ライブ写真集『AUDIENCS'S CUT 28 Zepp Live File's』（2006年7月、トッパン・フォームズ）
- HEKIRU FILE 2 2004-2013（2013年10月、音楽専科社）

### 雑誌連載
- ARENA37℃・Hm3 SPECIAL（1997年4月 - 2008年3月、音楽専科社） - コラム『ゆけゆけへき兵衛ちゃん・〜II』を連載